# Ducati Pantah
Le Ducati Pantah formano una gamma di motocicli prodotti dalla casa di Borgo Panigale dal 1979 al 1984.

## Il contesto
Nella seconda metà degli anni settanta la Ducati era preoccupata dal fiasco commerciale delle 350/500 bicilindriche (note con il nomignolo di "Demonio", dovuto ai loro problemi meccanici), che aveva lasciato la gamma della casa bolognese "scoperta" nel settore delle moto di media cilindrata.
Si rendeva, quindi, necessaria l'immediata presentazione di un modello sostitutivo.

## Il motore Pantah
Il motore Pantah è un motore a combustione interna creato e utilizzato dall'azienda italiana Ducati. Il Pantah fece la sua comparsa intorno al 1974. Progettato dall'ingegner Fabio Taglioni, sostituì la distribuzione ad alberi e coppie coniche con due cinghie dentate. I costi di produzione e il rumore di funzionamento si riducevano, ma i costi di manutenzione aumentavano a causa della sostituzione delle cinghie a intervalli regolari. Questo motore utilizza il principio del controllo desmodromico, con testate a due valvole e raffreddamento ad aria.

## La progettazione
Incaricato di progettare una nuova moto, l'ufficio tecnico della Ducati si mise all'opera, agli inizi del 1976, per realizzare quello che diverrà uno dei propulsori più importanti della sua storia.
Lo schema prescelto è quello del motore bicilindrico a V di 90° longitudinale (comunemente detto ad "L") progettato da Taglioni alla fine degli anni sessanta (l'esordio sulla 500 GP del 1971), ma il sistema di distribuzione ed il cambio furono completamente ripensati. 

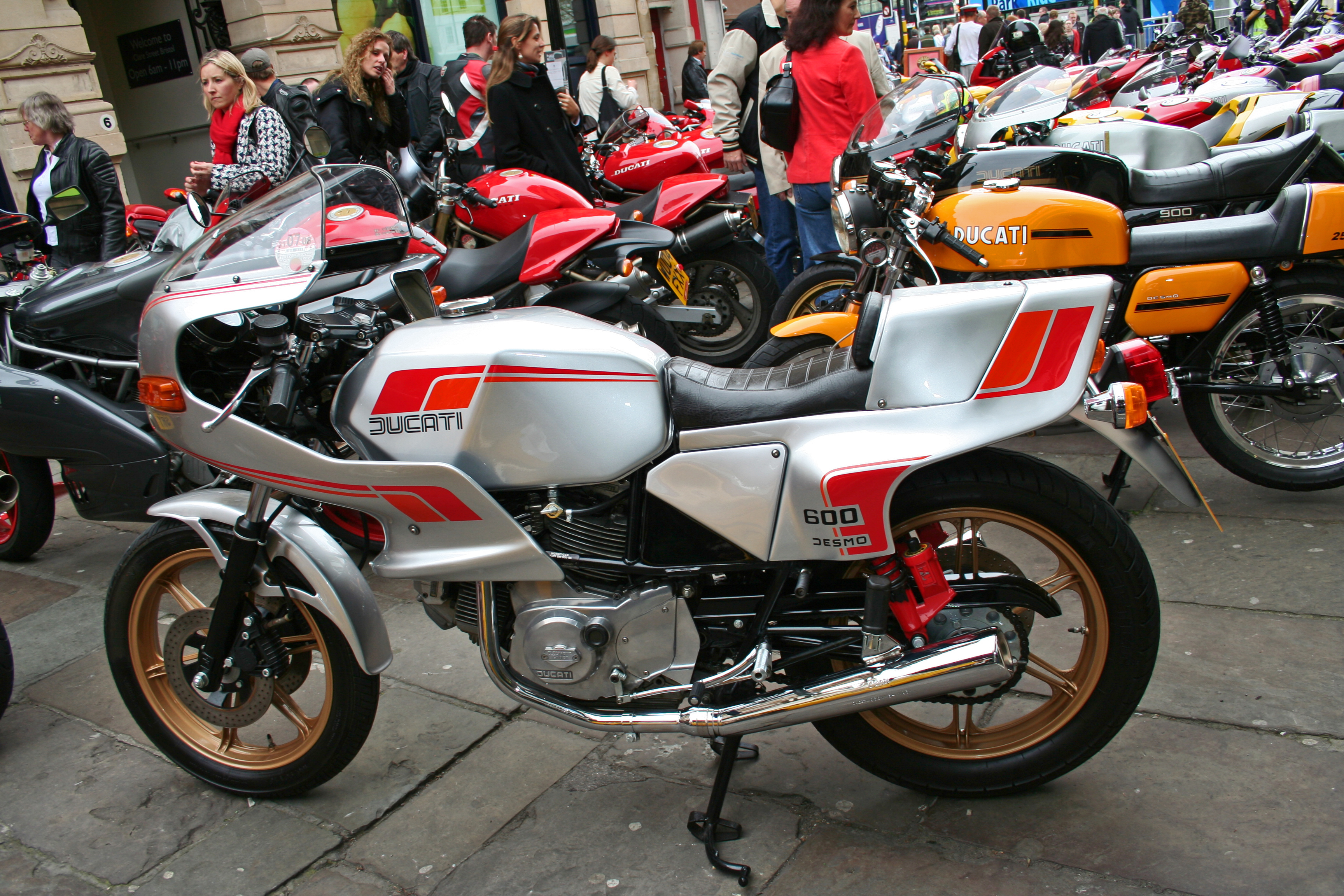
Una Ducati 600 SL Pantah del 1984

Questa volta, però, Taglioni dettò solo le linee di base e decise di far sviluppare la progettazione alle "nuove leve" Gianluigi Mengoli e Renzo Neri. Alla fine del 1977, il primo prototipo era pronto per il collaudo, ma i risultati si rivelarono non soddisfacenti sotto il profilo dell'affidabilità e allora lo staff tecnico decise all'unanimità di ridisegnare completamente il basamento, invertire la rotazione del motore ed utilizzare delle cinghie dentate  (anziché, come originariamente previsto, una catena) per comandare la distribuzione desmodromica. Tuttavia, considerato che la parte telaistica era ormai pronta, il prototipo venne inviato al Salone di Milano del 1977.
Nel frattempo l'opera dei progettisti proseguì per arrivare a conclusione verso la seconda metà del 1978 con il secondo prototipo marciante che forniva la considerevole potenza di 48 cv al banco. Servì ancora un anno di messa a punto per giungere all'omologazione, nell'ottobre del 1979.

## La produzione
| Versione              | Anni di produzione | Esemplari |
| --------------------- | ------------------ | --------- |
| 500 L Pantah          | dal 1979 al 1983   | 3.835     |
| 600 L Pantah          | dal 1980 al 1982   | 2.366     |
| 500 L Pantah Speedway | dal 1980 al 1982   | 9         |
| 600 TL                | dal 1982 al 1983   | 801       |
| 600 TL - PU           | nel 1982           | 99        |
| 350 XL                | dal 1982           | 940       |
| 350 TL                | nel 1983           | 275       |
| 350 SL Pantah         | nel 1983           | 211       |
| 500 SL Pantah         | nel 1983           | 1         |
| 600 SL Pantah         | dal 1983 al 1984   | 583       |
| 650 SL Pantah         | nel 1983           | 288       |
| 600 SL Pantah Corsa   | nel 1983           | 30        |
| Totale                | Totale             | 8.498     |

La Ducati 500 L Pantah del 1979

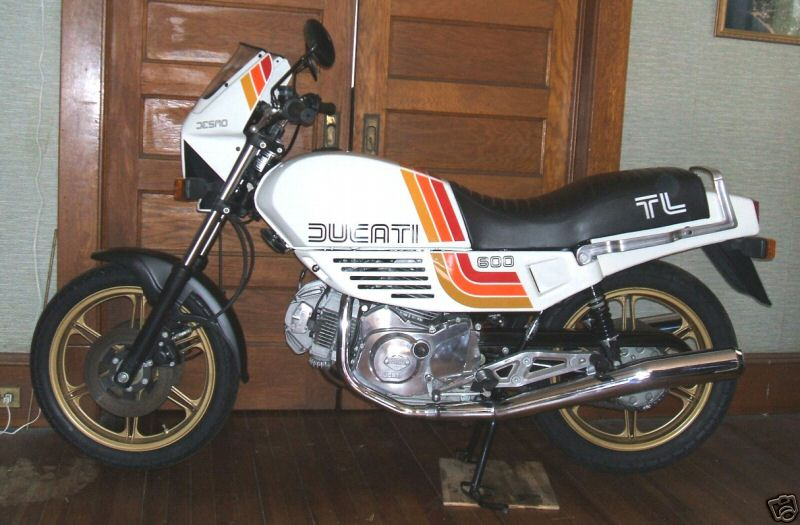
La Ducati 600 TL Pantah del 1983

Subito messa in vendita, la moto riscosse un buon gradimento, sia per le convincenti prestazioni, sia per la veste estetica, curata da Marco Cuppini, che risultò particolarmente indovinata per la nuova mezzolitro sportiva 500, così come la scelta della denominazione "Pantah", contrazione di "pantera".
La "Pantah" venne prodotta dal 1979 al 1984 nelle cilindrate 350, 500, 600 e 650, in oltre 8.000 esemplari. La prima ad essere prodotta fu la 500 SL (le prime 250 unità di serie erano contraddistinte dalla semicarena verniciata in rosso con strisce argento senza spoiler inferiore, da codino monoposto in vetroresina che andava montato in sostituzione del sellone intero biposto, da parafango anteriore di colore rosso; tale combinazione di colorazione sparirà con i modelli successivi così come il codino monoposto che verrà sostituito da un guscio in resina applicabile al sellone che finiva per restare sempre in sede). 
Tuttavia, l'importanza di quel propulsore, travalica i numeri della produzione, essendo divenuto il modello funzionale dal quale presero ispirazione tutti i motori Ducati del futuro.
Il progetto di motore derivato da quello della "Pantah" è stato successivamente utilizzato per un gran numero di motociclette sportive, enduro, speedway, prodotte con i marchi Ducati, Cagiva, Bimota e altri, ed è ancora in produzione dopo tanti anni, grazie alle continue modifiche ed aggiornamenti tecnici che l'hanno tenuto al passo con le norme antinquinamento.
Nel conteggio si potrebbero forse aggiungere anche i 1.536 esemplari della Cagiva Alazzurra, identica come telaio e motore ma con un'estetica più moderna e con una caratterizzazione meno sportiva.
L'uscita di produzione della "500 L Pantah" fu decisa per il dicembre 1982, ma la Ducati venne "costretta", dalla pervicace insistenza di un cliente particolarmente entusiasta del modello, a realizzare un ultimo esemplare nel gennaio 1983, utilizzando materiali destinati al magazzino ricambi e con le linee di montaggio ormai smantellate.

## Derivate per competizioni

### La "500 L Pantah Speedway"
Nel 1981, la Ducati stipulò un accordo con l'Alfa Romeo che impegnava entrambe le case in una partecipazione congiunta, per scopi pubblicitari, alle corse su piste ghiacciate che si svolgevano nei paesi scandinavi. Al fianco delle "Alfasud Sprint", scesero in campo le "500 L Pantah Speedway", all'uopo preparate attraverso l'eliminazione di ammortizzatori e freni e dotate di propulsore da 60 CV e ruote artigliate da 190 chiodi all'anteriore e da 235 chiodi al posteriore.

### La "600 TT2"
La Ducati realizzò, su base "Pantah" il modello "600 TT2" al fine di partecipare alle competizioni riservate alle moto della Formula TT quando per la stagione 1981 la Federazione Motociclistica Italiana istituì il campionato italiano per tale tipo di motociclette.